# Urbanowo (Grande-Pologne)
Pour les articles homonymes, voir Urbanowo.
Urbanowo (prononciation : [urbaˈnɔvɔ]) est un village polonais de la gmina d'Opalenica dans le powiat de Nowy Tomyśl de la voïvodie de Grande-Pologne dans le centre-ouest de la Pologne.
Il se situe à environ 5 kilomètres au sud d'Opalenica (siège de la gmina), à 19 kilomètres à l'est de Nowy Tomyśl (siège du powiat) et à 39 kilomètres au sud-ouest de Poznań (capitale régionale).

## Histoire
De 1975 à 1998, le village faisait partie du territoire de la voïvodie de Poznań.

Depuis 1999, Urbanowo est situé dans la voïvodie de Grande-Pologne.